# Brandenburgs voetbalkampioenschap 1924/25
In 1924/25 werd het veertiende voetbalkampioenschap gespeeld, dat georganiseerd werd door de Brandenburgse voetbalbond. 
Hertha BSC werd kampioen en plaatste zich zo voor de eindronde om de Duitse landstitel. Vanaf dit seizoen mochten ook de vicekampioenen naar de eindronde en daardoor plaatste ook BTuFC Alemannia 90 zich. Alemannia werd in de eerste ronde door Duisburger SpV verslagen. Hertha versloeg VfB Königsberg en TuRU Düsseldorf en verloor in de halve finale van FSV Frankfurt. 
De fusie tussen Potsdamer FC Union en MTV 1860 Potsdam van 1918 werd ongedaan gemaakt en de naam Potsdamer TuSU 1860 werd gewijzigd in Potsdamer SU 04.

## 1. Klasse

### Groep A
| Plaats | Club                         | Wed. | W  | G | V  | Saldo | Ptn.  |
| ------ | ---------------------------- | ---- | -- | - | -- | ----- | ----- |
| 1.     | Hertha BSC                   | 18   | 12 | 4 | 2  | 47:18 | 28:8  |
| 2.     | SC Union 06 Oberschöneweide  | 18   | 12 | 3 | 3  | 38:19 | 27:9  |
| 3.     | Spandauer SV                 | 18   | 8  | 6 | 4  | 35:29 | 22:14 |
| 4.     | SV Norden-Nordwest Berlin    | 18   | 9  | 3 | 6  | 47:27 | 21:15 |
| 5.     | Schöneberger FC Kickers 1900 | 18   | 9  | 3 | 6  | 33:36 | 21:15 |
| 6.     | Potsdamer Sport-Union 04     | 18   | 6  | 2 | 10 | 31:39 | 14:22 |
| 7.     | Spandauer SC 1899            | 18   | 5  | 3 | 10 | 26:44 | 13:23 |
| 8.     | VfB Pankow                   | 18   | 5  | 3 | 10 | 29:47 | 13:23 |
| 9.     | Berliner FC Preußen 1894     | 18   | 5  | 2 | 11 | 40:52 | 12:24 |
| 10.    | BV 06 Luckenwalde            | 18   | 3  | 3 | 12 | 15:30 | 9:27  |

|  | Geplaatst voor finale |
|  | Degradatie            |

#### Wedstrijd om degradatie
Na een protest van BFC Preußen werden er twee wedstrijden gespeeld om de tweede degradant aan te duiden.
| Team 1      | Uitslag  | Team 2     |
| ----------- | -------- | ---------- |
| BFC Preußen | 6:0, 1:0 | VfB Pankow |

### Groep B
| Plaats | Club                       | Wed. | W  | G | V  | Saldo | Ptn.  |
| ------ | -------------------------- | ---- | -- | - | -- | ----- | ----- |
| 1.     | Berliner FC Alemannia 1890 | 18   | 15 | 2 | 1  | 64:20 | 32:4  |
| 2.     | Tennis Borussia Berlin     | 18   | 13 | 3 | 2  | 57:15 | 29:7  |
| 3.     | SC Wacker 04 Tegel         | 18   | 11 | 2 | 5  | 44:33 | 24:12 |
| 4.     | SC Union-SC Charlottenburg | 18   | 8  | 4 | 6  | 31:26 | 20:16 |
| 5.     | Weißenseer FC              | 18   | 7  | 2 | 9  | 28:46 | 16:20 |
| 6.     | Berliner TuFC Union 1892   | 18   | 6  | 3 | 9  | 31:36 | 15:21 |
| 7.     | Berliner FC Vorwärts 1890  | 18   | 4  | 6 | 8  | 18:26 | 14:22 |
| 8.     | Berliner SV 92             | 18   | 5  | 4 | 9  | 34:47 | 14:22 |
| 9.     | SC Niederschönhausen 05    | 18   | 3  | 3 | 12 | 19:50 | 9:27  |
| 10.    | BBC Brandenburger 92       | 18   | 2  | 3 | 13 | 22:49 | 7:29  |

|  | Geplaatst voor finale |
|  | Degradatie            |

### Finale
| Team 1     | Uitslag  | Team 2           |
| ---------- | -------- | ---------------- |
| Hertha BSC | 3:1, 3:2 | BFC Alemannia 90 |

## 2. Klasse
Er waren meerdere reeksen, enkel de resultaten van de Westkreis zijn bewaard gebleven en dat in de Ostkreis Neuköllner SC Tasmania kon promoveren. 

### Westkreis
| Plaats | Club                             | Wed. | W  | G | V  | Saldo | Ptn.  |
| ------ | -------------------------------- | ---- | -- | - | -- | ----- | ----- |
| 1.     | TuFC Alemannia 06 Haselhorst     | 20   | 17 | 1 | 2  | 67:23 | 35:05 |
| 2.     | SC Minerva 93 Berlin             | 20   | 15 | 4 | 1  | 75:18 | 34:06 |
| 3.     | Spandauer BC 06                  | 19   | 10 | 5 | 4  | 50:34 | 25:13 |
| 4.     | SC Hellas 04                     | 20   | 7  | 5 | 8  | 33:36 | 19:21 |
| 5.     | SC Nowawes 03                    | 20   | 8  | 3 | 9  | 41:46 | 19:21 |
| 6.     | SC des Westens 1897              | 20   | 7  | 5 | 8  | 39:42 | 19:21 |
| 7.     | Brandenburger BC 1905            | 20   | 7  | 4 | 9  | 42:50 | 18:22 |
| 8.     | Charlottenburger FC Concordia 01 | 20   | 7  | 3 | 10 | 37:50 | 17:23 |
| 9.     | Brandenburg 03 Charlottenburg    | 20   | 7  | 3 | 10 | 30:37 | 17:23 |
| 10.    | SV Havel 08 Brandenburg          | 20   | 4  | 3 | 13 | 24:55 | 11:29 |
| 11.    | Berliner Sport Alliance 1906     | 19   | 2  | 0 | 17 | 17:64 | 04:34 |

|  | Promotie |